# 康菊英
康菊英（1922年—1994年），湖南衡山人，中华人民共和国政治人物。
担任湖南省特等劳模。康菊英农业生产合作社社长。1954年，当选第一届全国人民代表大会代表。